# 2012-es republikánus előválasztás
Az amerikai Republikánus Pártban már 2011-ben elindult a küzdelem, hogy ki legyen Obama elnök kihívója 2012-ben.

2012-es republikánus előválasztási naptár államok szerint (zárójelben az államok száma szerepel)

| 2012. január (4) 2012. február (7) 2012. március (23) | 2012. április (9) 2012. május (7) 2012. június (6) |

## Előválasztási rendszer
A közvetett választási folyamat tagállamonként más-más napon zajlik. Kétféle rendezvény lehetséges: előválasztás (angolul primary) vagy jelölőgyűlés (angolul caucus). Ezeken egy beszélgetés vagy előadás után küldötteket választanak, akik végül majd a konvención döntenek az elnökjelölt személyéről. A küldöttek hivatalosan bárhogyan szavazhatnak a konvención, az előválasztás eredménye csak orientálja őket, de általában tiszteletben tartják a szavazók döntését.
Az előválasztások többsége zárt, azaz csak a párthoz tartozó regisztrált szavazók vehetnek részt rajta, néhány államban viszont a szabályok szerint bárki, aki a helyszínen republikánusnak vallja magát, részt vehet a rendezvényen és a szavazáson.
A delegáltak hovatartozása vagy „a győztes mindent visz”, vagy pedig arányos rendszerben kerül megállapításra tagállamonként eltérően. Az egyes tagállamokban eltér az elnyerhető küldöttek száma is az állam népessége függvényében.
Összesen 2.286 küldött sorsa dől így el, az elnökjelöltség megszerzéséhez tehát legalább 1.144 delegáltat kell összeszedni.

## Korai elbúcsúzók

### Tim Pawlenty

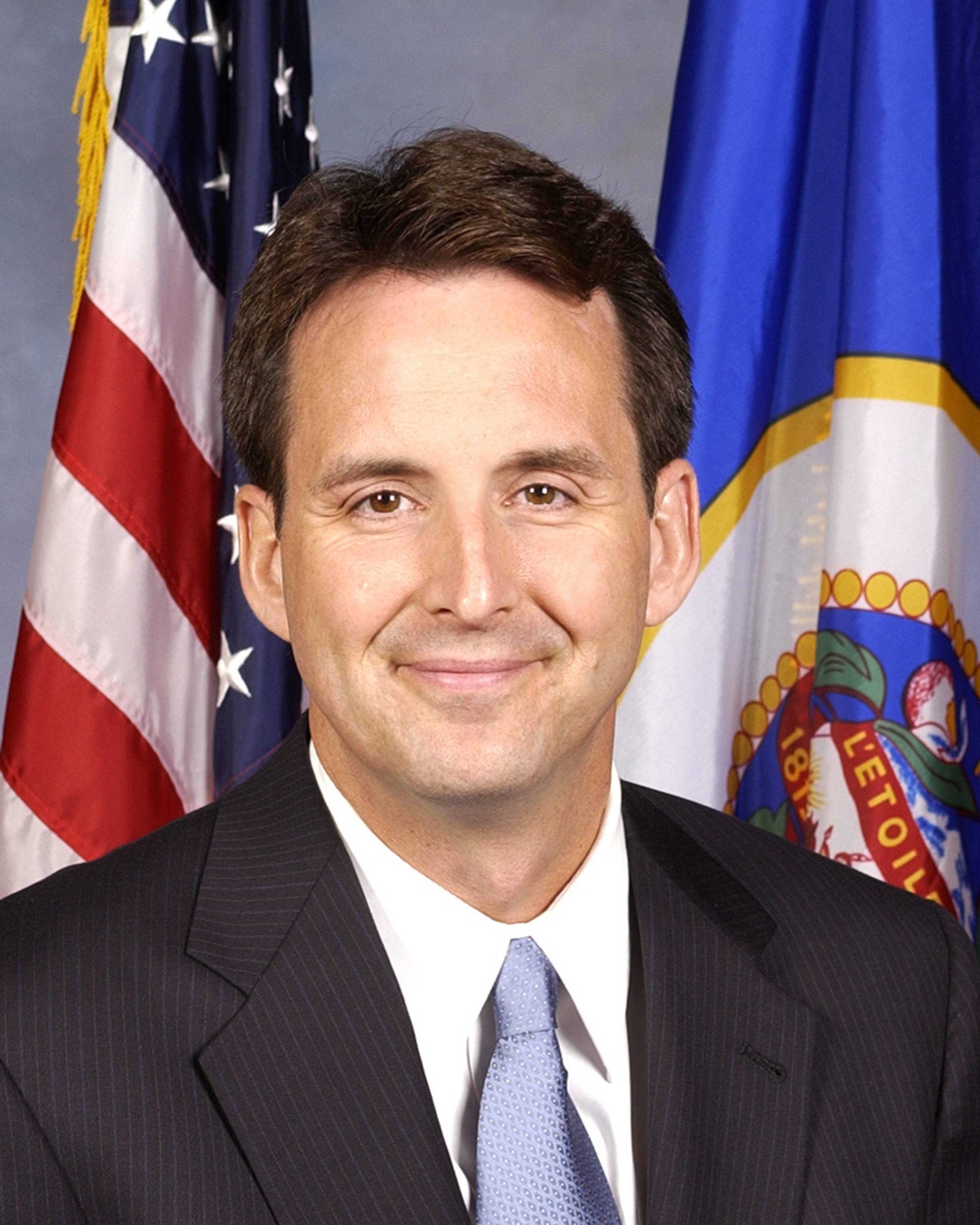
Tim Pawlenty

Az 51 éves Tim Pawlenty 2003 és 2011 között Minnesota kormányzója volt. Miután a 2011. augusztus 13-án tartott amesi próbaválasztáson az első helyezett Michele Bachmanntól és a második helyezett Ron Paultól messze lemaradva csak a harmadik helyen végzett, kiszállt az elnökjelöltségért folyó versenyből.

### Herman Cain

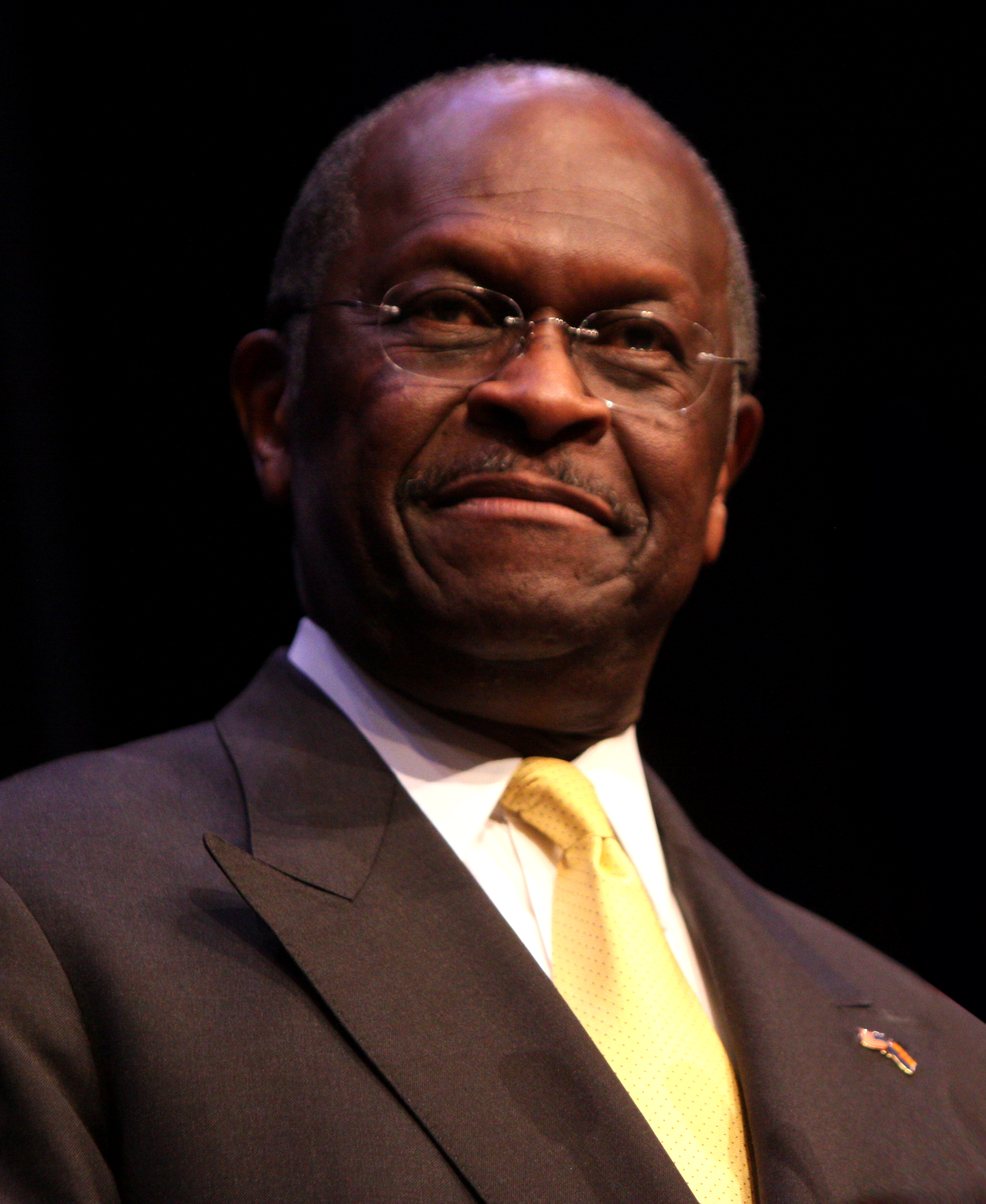
Herman Cain

A 65 éves Herman Cain még nem viselt állami tisztséget; korábban a Godfather's Pizza étteremlánc vezérigazgatója volt. Az Obamához hasonlóan néger Cain kampánya során ki is domborította a kívülálló mivoltát, és populista-karizmatikus módon olyan vezetőként határozta meg magát, aki egyenes, lényegre törő gondolkodásmódjával meg tudja találni a megoldásokat az ország problémáira. A gazdasági válság kezelésére ajánlott módszere a „9-9-9” adóprogram, amely az érvényben lévő szövetségi adórendszert eltörölné és egyaránt 9%-os szintre hozná a személyi jövedelemadót, a forgalmi adót és a vállalati nyereségadót. (Ez megegyezik a SimCity 4 videójáték adórendszerének alapbeállításaival.) Cain külpolitikai elképzeléseiben is hangsúlyozta, hogy a részletek nem érdeklik, hanem a globális megoldásokkal kíván foglalkozni. Egy televíziós interjúban a beugrató kérdéseket feltevő újságírókra utalva ezt mondta: „Ha megkérdeznek, hogy ki Üzbeki-beki-beki-beki-sztán-sztán elnöke, megmondom majd nekik, hogy nem tudom. Miért, ők tudják?” Megütközést keltett, amikor egy tévéinterjúban az ország előtt álló kihívások között említette azt, hogy Kína nukleáris fegyvereket akar kifejleszteni, dacára annak, hogy a távol-keleti nagyhatalom ezt a célját már az 1960-as években elérte.
Ezután több nő is régebben elkövetett szexuális zaklatással vádolta meg, aminek hatására 2011. december 3-án bejelentette, hogy felfüggeszti kampányát.

## A főszereplők
2012 elejére hét politikus maradt versenyben:

### Michele Bachmann

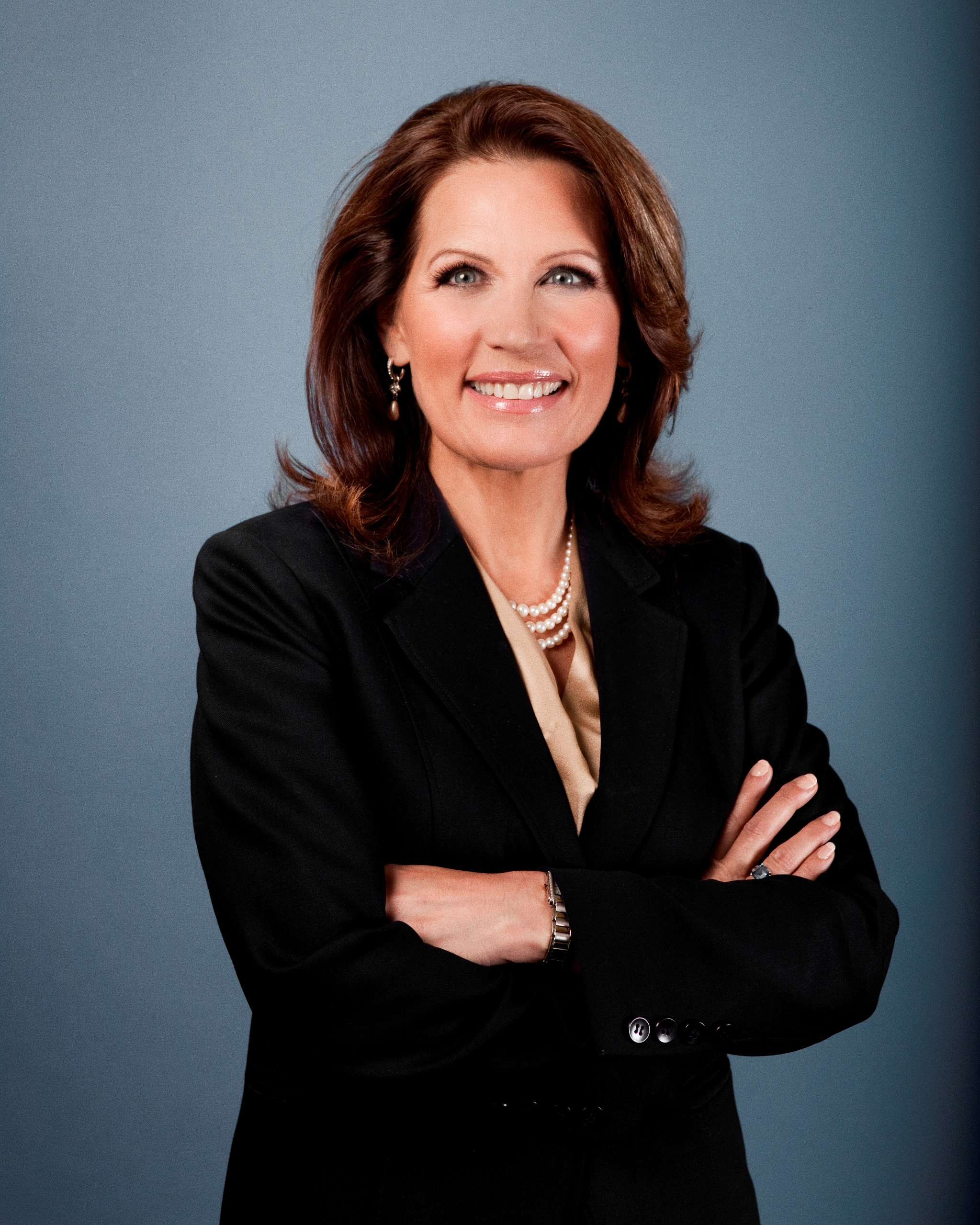
Michele Bachmann

Az egyedüli női induló, az 55 éves Michele Bachmann minnesotai képviselő 2011. június 27-én az iowai Waterlooban jelentette be, hogy indul az elnökválasztáson, és el akarja nyerni a Republikánus Párt nevezését. Bachmann, aki a Tea Party mozgalom anyagi és erkölcsi támogatását élvezi, konzervatív politikus, és elmondása szerint a párt bennfenteseivel is kész konfrontálódni, ha azok túlságosan kompromisszumkészek Obama elnökkel szemben. A 2011. augusztus 13-án tartott amesi próbaválasztáson az első helyezett lett.

### Mitt Romney

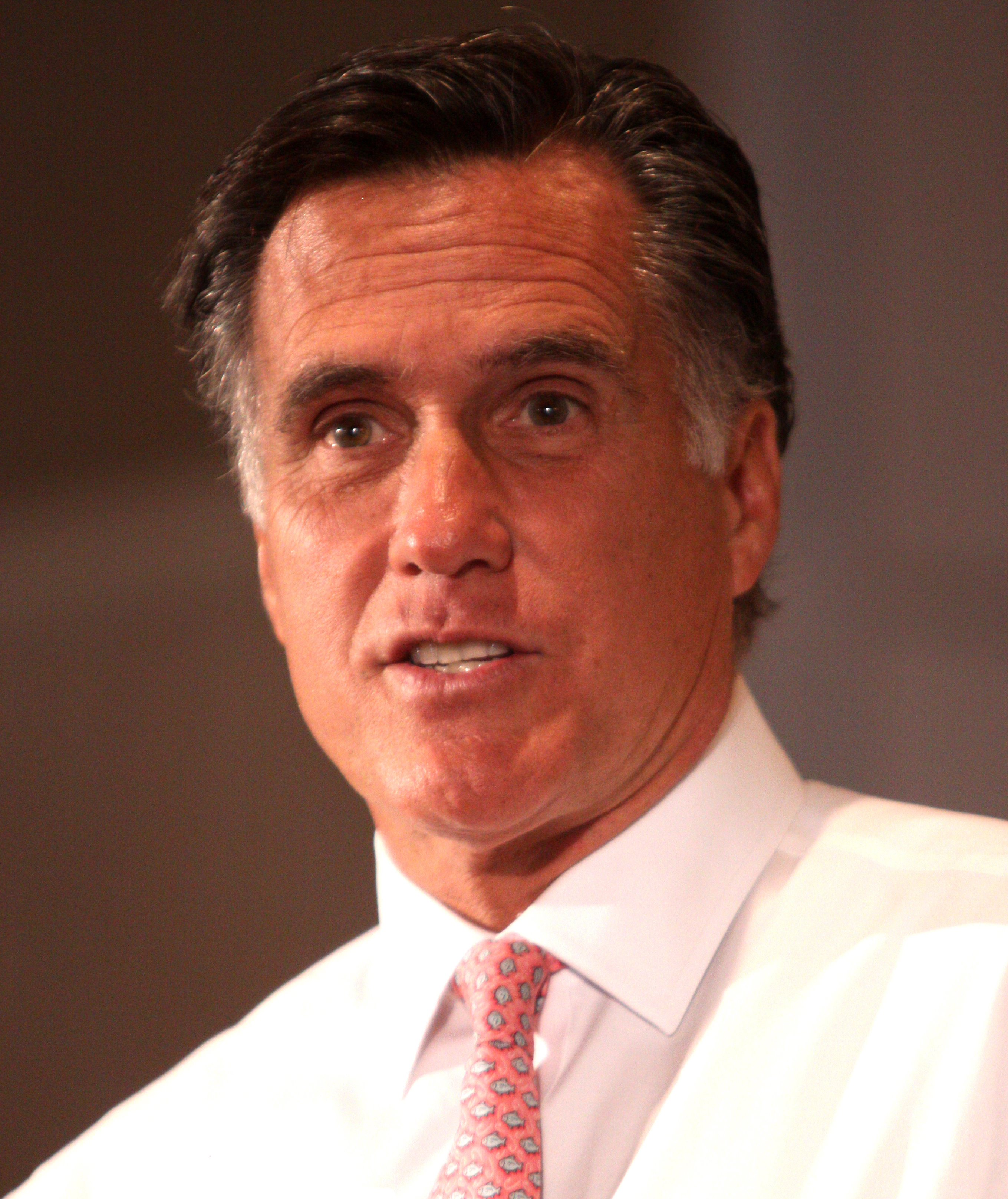
Mitt Romney

A 64 éves mormon Mitt Romney Massachusetts állam 70. kormányzója volt 2003 és 2007 között. A 2008-as republikánus előválasztások során alulmaradt John McCainnel szemben.

### Rick Santorum

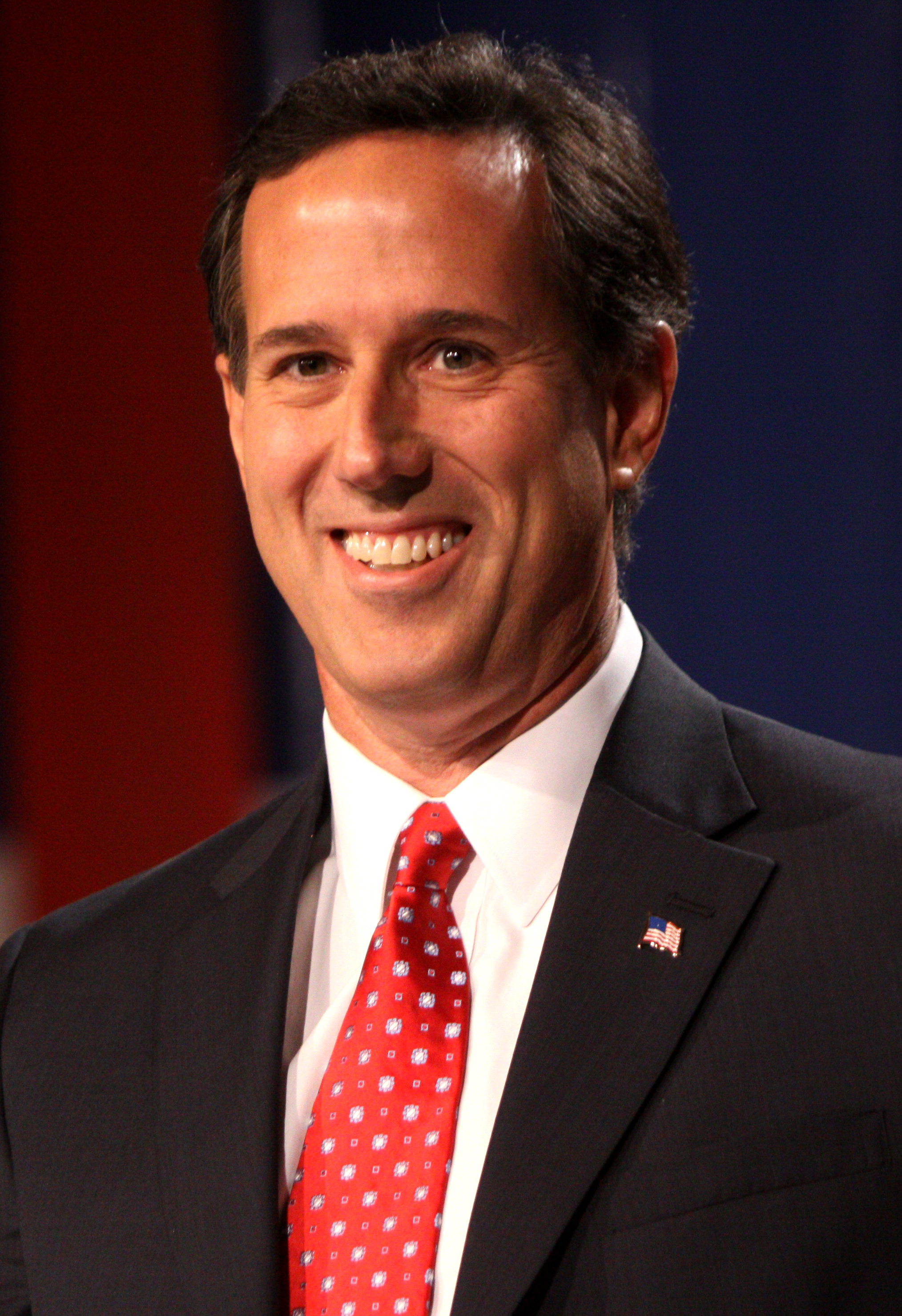
Rick Santorum

Rick Santorum római katolikus, 53 éves. Korábban a washingtoni Ethics and Public Policy Center kutatója és a neokonzervatív Fox News tévécsatorna szakértője volt. 1994-ben szenátorrá választották Pennsylvaniában. Hat évvel később újraválasztották, de 2006-ban vereséget szenvedett a demokrata Bob Caseyvel szemben.

### Newt Gingrich

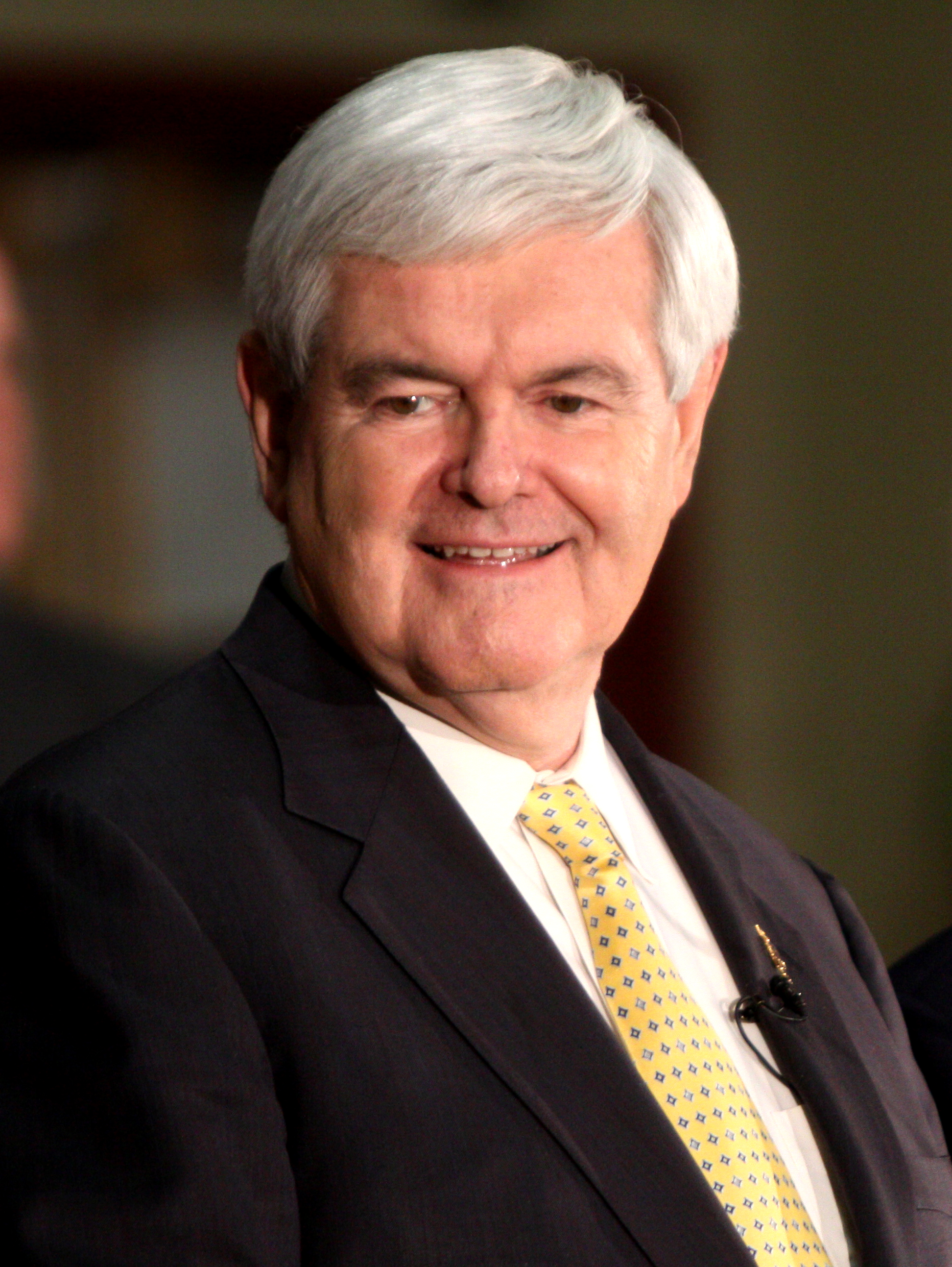
Newt Gingrich

A 68 éves Newton Leroy "Newt" Gingrich a képviselőház tagja (1979–1999), 1995-től 1999-ig házelnök. Az 1994-es republikánus kongresszusi győzelem hőse. 1995-ben a Time magazin az év emberének választotta.
Newt Gingrich nevéhez kötődik az 1994-es „republikánus forradalom”, amikor a Republikánus Pártnak – a demokrata párti Bill Clinton elnöksége alatt – 40 év után sikerült elhódítania a demokratáktól a kongresszus mindkét házát. 1995 és 1999 között a képviselőház elnöke volt. Miután nem sikerült Clinton megbuktatása a Monica Lewinsky-ügyben, az 1998-as kongresszusi választásokon a republikánusok vereséget szenvedtek és Gingrich lemondott. 2011-ben  tért vissza a nagypolitikába, azonban kampánycsapata júniusban fellázadt ellene, mert úgy érezték, nem veszi elég komolyan a munkát. Az újraindított kampánnyal novemberre ismét a legnépszerűbb jelölt lett, ám harmadik házassága és a bevándorlókkal szembeni toleráns politikája miatt sok támadást kap jobboldalról. Rossz fényt vetett kampányára, amikor kiderült, hogy tanácsadásért csaknem 2 millió dollár anyagi juttatást kapott a Freddie Mac jelzáloghitel-finanszírozó óriásvállalattól, nem sokkal annak összeomlása és adófizetői pénzből történő újratőkésítése előtt is.

### Ron Paul

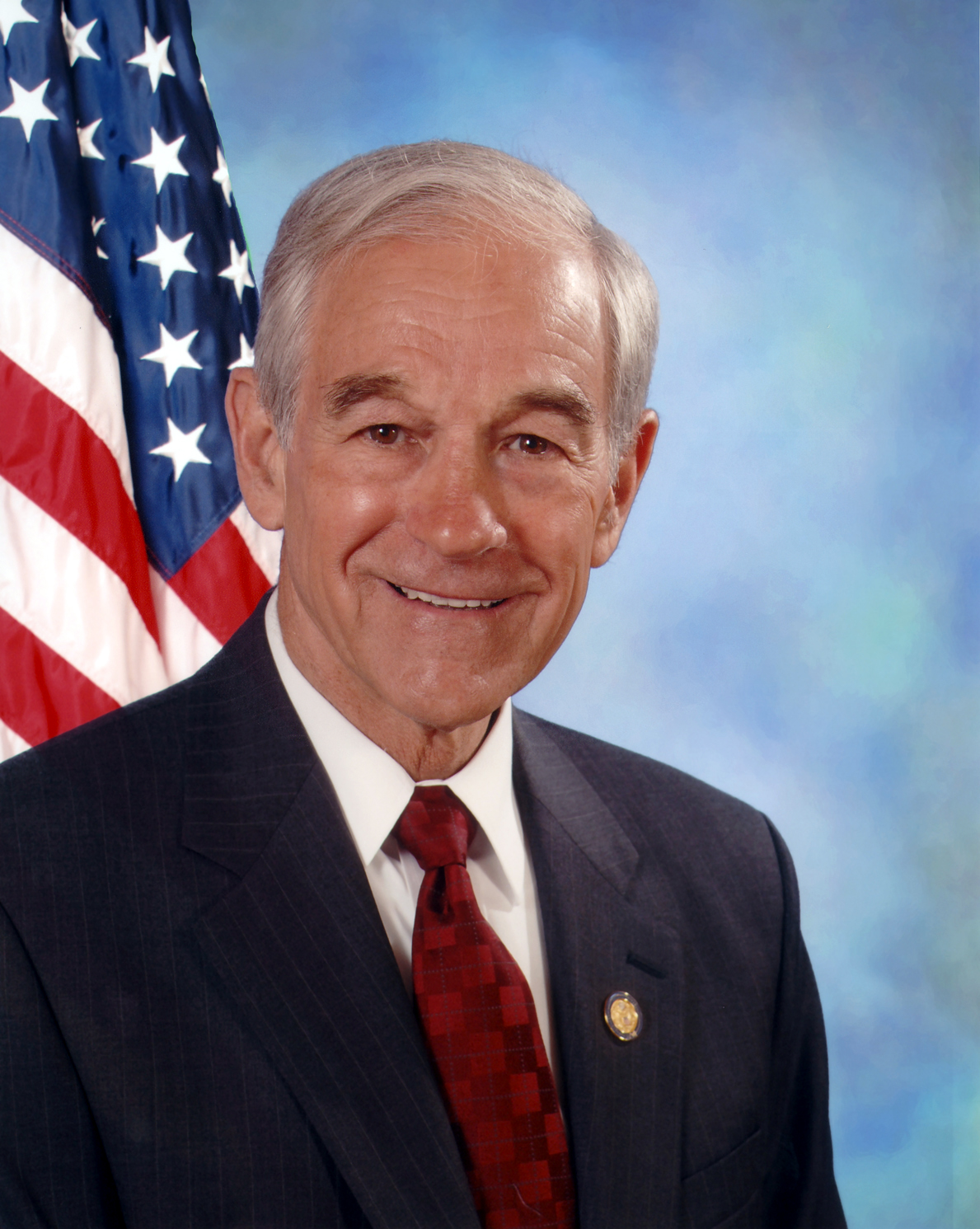
Ron Paul

Ronald Ernest Paul 76 éves amerikai orvos, politikus, a képviselőház tagja (Texas 14. választókerülete). Három ízben is részt vett az elnökválasztási küzdelemben. Az 1988-as választáson a Libertariánus Párt jelöltje volt, 2008-ban sikertelenül pályázott a republikánus elnökjelöltségre. 2011 májusában bejelentette, hogy újra megpályázza a republikánus elnökjelöltséget.
Libertariánus irányultságú, a jelenlegi amerikai kormányzás, főleg a kül-, gazdaság-, és monetáris politika ellenzője. Gyakran szót emel a szabadságjogok és az alkotmány védelmében. Az amesi próbaválasztáson Michele Bachmann mögött szoros második helyezést ért el. Kampányprogramjában szerepel az állami kiadások, a bürokrácia és a katonai költségek drasztikus csökkentése (ez állítása szerint nem érintené a védelmi kiadásokat), valamint a jelentős adócsökkentés. Ron Paul egy év alatt ezer milliárd dollárt szeretne megtakarítani és három év alatt költségvetési egyensúlyt elérni. Sokan azzal vádolják, hogy izolációs elveket képvisel, ugyanis megszüntetné a több mint 700 amerikai támaszpont mindegyikét szerte a világban, és azonnali hatállyal kivonná az amerikai hadsereget Irakból és Afganisztánból.

### Jon Huntsman

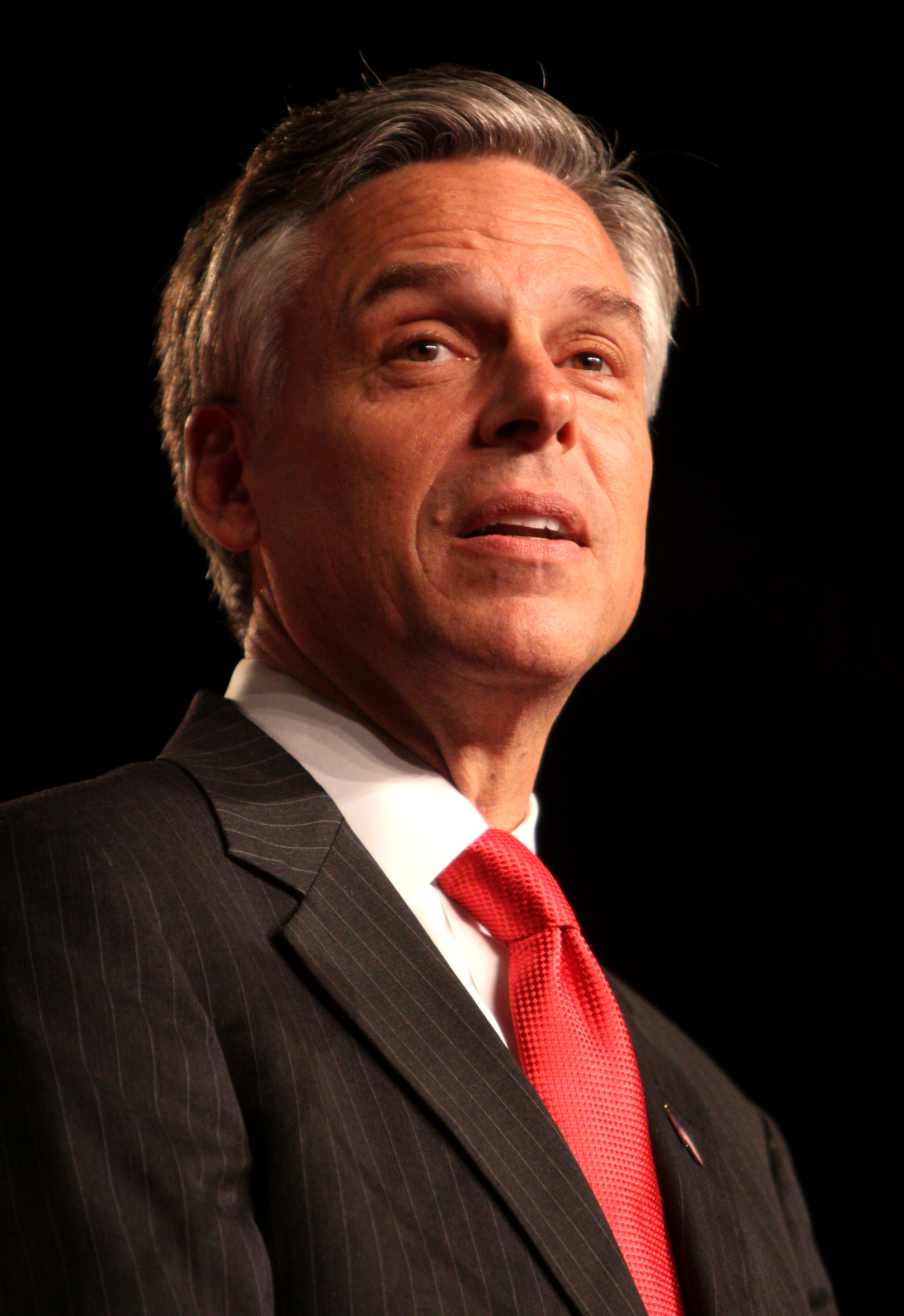
Jon Huntsman

Jon Huntsman 51 éves, korábbi pekingi nagykövet és utah-i kormányzó. Mormon vallású, centrista politikus.

### Rick Perry

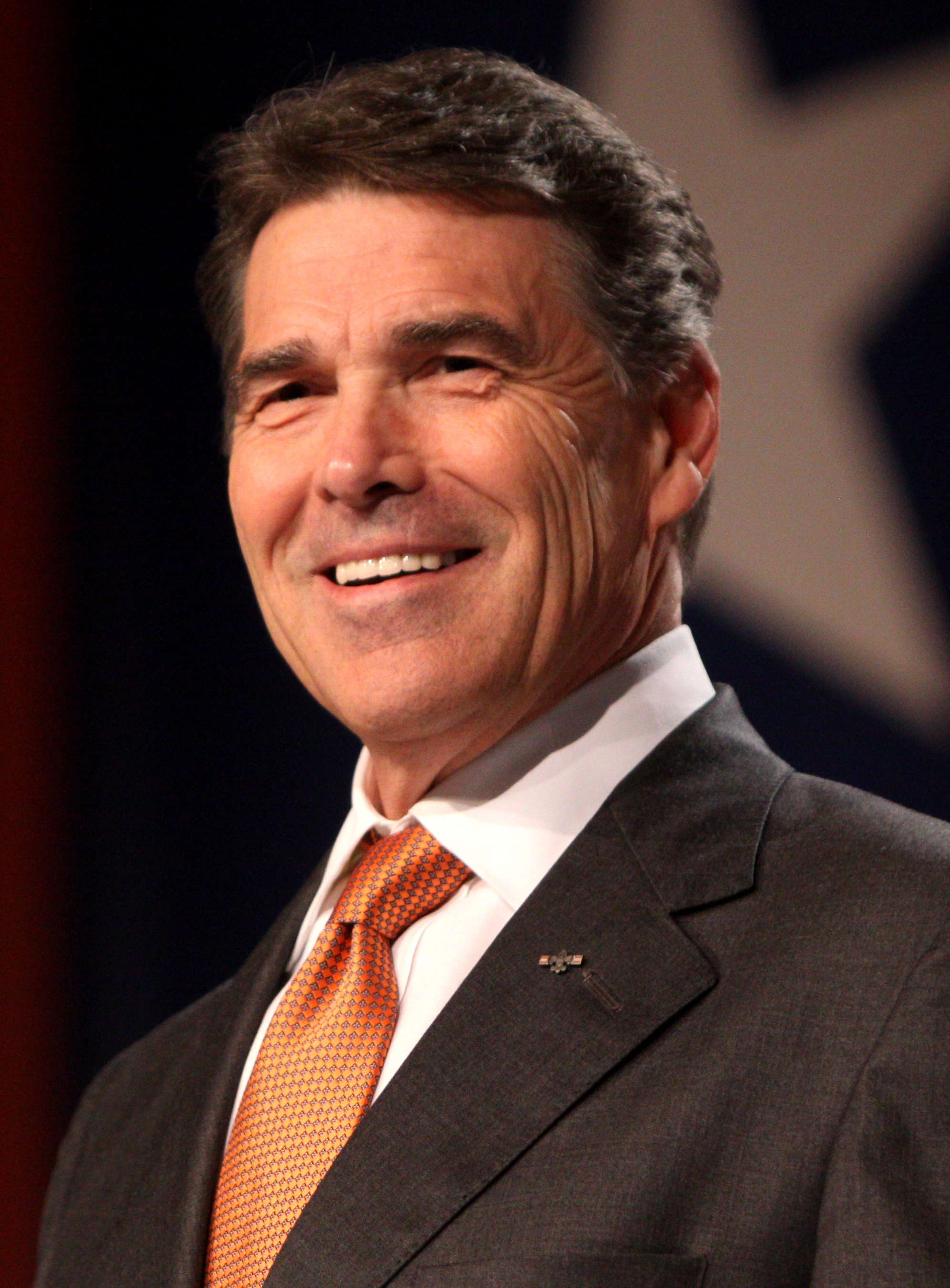
Rick Perry

A 61 éves Rick Perry Texas kormányzója. 2011 augusztusában hamar népszerűvé vált, de később a televíziós vitákon hibákat követett el és visszaesett.

## Kezdetek
| Korai eredmények                                      | Korai eredmények                                      | Korai eredmények | Korai eredmények | Korai eredmények  | Korai eredmények  | Korai eredmények | Korai eredmények | Korai eredmények |
| ----------------------------------------------------- | ----------------------------------------------------- | ---------------- | ---------------- | ----------------- | ----------------- | ---------------- | ---------------- | ---------------- |
| Jelöltek:                                             | Jelöltek:                                             | Newt Gingrich    | Ron Paul         | Mitt Romney       | Rick Santorum     | Rick Perry       | Jon Huntsman     | Michele Bachmann |
| Elnyert delegátusok                                   | Elnyert delegátusok                                   | 29               | 8                | 118               | 17                | 0                | 2                | 0                |
| Szavazatok                                            | Szavazatok                                            | 990.989 (21,8%)  | 511.,547 (11,2%) | 1.854.670 (40,7%) | 1.099.596 (24,1%) | 30.067 (0,7%)    | 52.896 (1,2%)    | 14.324 (0,3%)    |
| Megnyert államok                                      | Megnyert államok                                      | 1                | 0                | 5                 | 0                 | 0                | 0                | 0                |
| Megnyert körzetek (Csak neki tulajdonított delegátus) | Megnyert körzetek (Csak neki tulajdonított delegátus) | 6                | 0                | 8                 | 7                 | 0                | 0                | 0                |
| Jan. 3                                                | Iowa†                                                 | 13%              | 21%              | 25%               | 25%               | 10%              | 1%               | 5%               |
| Jan. 10.                                              | New Hampshire                                         | 9%               | 23%              | 39%               | 9%                | 1%               | 17%              |                  |
| Jan. 21.                                              | Dél-Karolina                                          | 40%              | 13%              | 28%               | 17%               |                  |                  |                  |
| Jan. 31.                                              | Florida                                               | 32%              | 7%               | 46%               | 13%               |                  |                  |                  |
| Feb. 4.                                               | Nevada                                                | 21%              | 19%              | 50%               | 10%               |                  |                  |                  |
| Feb. 7.                                               | Colorado†                                             | 13%              | 12%              | 35%               | 40%               |                  |                  |                  |
| Feb. 7.                                               | Missouri†                                             |                  | 12%              | 25%               | 55%               |                  |                  |                  |
| Feb. 7.                                               | Minnesota†                                            | 11%              | 27%              | 17%               | 45%               |                  |                  |                  |
| Feb. 4–11                                             | Maine†                                                | 6%               | 36%              | 38%               | 18%               |                  |                  |                  |
| Feb. 28.                                              | Arizona                                               | 16%              | 8%               | 47%               | 27%               |                  |                  |                  |
| Feb. 28.                                              | Michigan                                              | 7%               | 12%              | 41%               | 38%               |                  |                  |                  |
| Feb. 11–29.                                           | Wyoming†                                              | 8%               | 21%              | 39%               | 32%               |                  |                  |                  |
| Márc. 3.                                              | Washington†                                           | 10%              | 25%              | 38%               | 24%               |                  |                  |                  |

† Az állam nem az előválasztásokkor döntött az összes delegátusokról, hanem néhányukat később választotta meg.
Miután Michele Bachmann az első jelölőgyűlésen, szülőállamában, Iowában rosszul szerepelt, és még a Tea Partyból is csak 6 százalék szavazott rá, 2012. január 4-én felfüggesztette a kampányát.
John Huntsman a New Hampshire-i előválasztáson elért harmadik helyezése után 2012. január 16-án kiszállt a versenyből, és támogatóit arra biztatta, hogy szavazzanak Romney-ra.
Rick Perry 2012. január 19-én bejelentette, hogy felfüggeszti kampányát, és Newt Gingrich támogatására szólította fel híveit.

## Szuperkedd

A szuperkedden részt vevő államok

2012. március 6-án, kedden egyszerre tíz államban tartottak előválasztásokat.
| Szuperkeddi eredmények                                | Szuperkeddi eredmények                                | Szuperkeddi eredmények | Szuperkeddi eredmények | Szuperkeddi eredmények | Szuperkeddi eredmények |
| ----------------------------------------------------- | ----------------------------------------------------- | ---------------------- | ---------------------- | ---------------------- | ---------------------- |
| Jelöltek:                                             | Jelöltek:                                             | Newt Gingrich          | Ron Paul               | Mitt Romney            | Rick Santorum          |
| Elnyert delegátusok                                   | Elnyert delegátusok                                   | 79                     | 21                     | 238                    | 85                     |
| Szavazatok                                            | Szavazatok                                            | 836.903 (23%)          | 419.800 (11%)          | 1.406.599 (38%)        | 998.762 (27%)          |
| Megnyert államok                                      | Megnyert államok                                      | 1                      | 0                      | 6                      | 3                      |
| Megnyert körzetek (Csak neki tulajdonított delegátus) | Megnyert körzetek (Csak neki tulajdonított delegátus) | 12                     | 1                      | 34                     | 18                     |
| Alaszka                                               | Alaszka                                               | 14%                    | 24%                    | 33%                    | 29%                    |
| Georgia                                               | Georgia                                               | 47%                    | 6%                     | 26%                    | 20%                    |
| Idaho                                                 | Idaho                                                 | 2%                     | 18%                    | 62%                    | 18%                    |
| Massachusetts                                         | Massachusetts                                         | 5%                     | 10%                    | 72%                    | 12%                    |
| Észak-Dakota                                          | Észak-Dakota                                          | 8%                     | 28%                    | 24%                    | 40%                    |
| Ohio                                                  | Ohio                                                  | 15%                    | 9%                     | 38%                    | 37%                    |
| Oklahoma                                              | Oklahoma                                              | 27%                    | 10%                    | 28%                    | 34%                    |
| Tennessee                                             | Tennessee                                             | 24%                    | 9%                     | 28%                    | 37%                    |
| Vermont                                               | Vermont                                               | 8%                     | 25%                    | 40%                    | 24%                    |
| Virginia                                              | Virginia                                              | Nem indult             | 40%                    | 60%                    | Nem indult             |

A szuperkedd nem hozott áttörést egyik jelöltnek sem. A legjobban szereplő Mitt Romney a fontos Ohio államban éppen hogy csak nyerni tudott.

## Március közepe
| Március közepi eredmények                             | Március közepi eredmények                             | Március közepi eredmények | Március közepi eredmények | Március közepi eredmények | Március közepi eredmények |
| ----------------------------------------------------- | ----------------------------------------------------- | ------------------------- | ------------------------- | ------------------------- | ------------------------- |
| Jelöltek:                                             | Jelöltek:                                             | Newt Gingrich             | Ron Paul                  | Mitt Romney               | Rick Santorum             |
| Elnyert delegátusok                                   | Elnyert delegátusok                                   | 25                        | 7                         | 223                       | 112                       |
| Szavazatok                                            | Szavazatok                                            | 311.230 (27%)             | 37.181 (3%)               | 399.550 (35%)             | 393.447 (35%)             |
| Megnyert államok                                      | Megnyert államok                                      | 0                         | 0                         | 7                         | 3                         |
| Megnyert körzetek (Csak neki tulajdonított delegátus) | Megnyert körzetek (Csak neki tulajdonított delegátus) | 1                         | 0                         | 20                        | 14                        |
| Már. 10.                                              | Kansas                                                | 14%                       | 13%                       | 21%                       | 51%                       |
| Már. 10.                                              | Guam                                                  | -                         | -                         | 6                         | -                         |
| Már. 10.                                              | Északi Mariana-szigetek                               | -                         | -                         | 6                         | -                         |
| Már. 10.                                              | Amerikai Virgin-szigetek                              | -                         | 1                         | 4                         | -                         |
| Már. 13.                                              | Alabama                                               | 29%                       | 5%                        | 29%                       | 35%                       |
| Már. 13.                                              | Hawaii                                                | 11%                       | 19%                       | 45%                       | 25%                       |
| Már. 13.                                              | Mississippi                                           | 31%                       | 4%                        | 31%                       | 33%                       |
| Már. 13.                                              | Amerikai Szamoa                                       | -                         | -                         | 6                         | -                         |
| Már. 18.                                              | Puerto Rico                                           | 2%                        | 2%                        | 83%                       | 8%                        |
| Már. 20.                                              | Illinois†                                             | 8%                        | 9%                        | 47%                       | 35%                       |
| Már. 24.                                              | Louisiana†                                            | 16%                       | 6%                        | 27%                       | 49%                       |

† Az állam nem az előválasztásokkor döntött az összes delegátusokról, hanem néhányukat később választotta meg.

## Április
| Áprilisi eredmények                                   | Áprilisi eredmények                                   | Áprilisi eredmények | Áprilisi eredmények | Áprilisi eredmények | Áprilisi eredmények |
| ----------------------------------------------------- | ----------------------------------------------------- | ------------------- | ------------------- | ------------------- | ------------------- |
| Jelöltek:                                             | Jelöltek:                                             | Newt Gingrich       | Ron Paul            | Mitt Romney         | Rick Santorum       |
| Elnyert delegátusok                                   | Elnyert delegátusok                                   | 3                   | 9                   | 258                 | 12                  |
| Szavazatok                                            | Szavazatok                                            | 191.778 (9%)        | 255.925 (12%)       | 1.099.696 (53%)     | 526.185 (25%)       |
| Megnyert államok                                      | Megnyert államok                                      | 0                   | 0                   | 8                   | 0                   |
| Megnyert körzetek (Csak neki tulajdonított delegátus) | Megnyert körzetek (Csak neki tulajdonított delegátus) | 0                   | 0                   | 51                  | 1                   |
| Ápr. 3.                                               | Washington, D.C.                                      | 11%                 | 12%                 | 70%                 |                     |
| Ápr. 3.                                               | Maryland                                              | 11%                 | 10%                 | 49%                 | 29%                 |
| Ápr. 3.                                               | Wisconsin                                             | 6%                  | 12%                 | 43%                 | 38%                 |
| Ápr. 24.                                              | Connecticut                                           | 10%                 | 13%                 | 67%                 | 7%                  |
| Ápr. 24.                                              | Delaware                                              | 27%                 | 11%                 | 56%                 | 6%                  |
| Ápr. 24.                                              | New York                                              | 13%                 | 15%                 | 63%                 | 9%                  |
| Ápr. 24.                                              | Pennsylvania                                          | 10%                 | 13%                 | 58%                 | 19%                 |
| Ápr. 24.                                              | Rhode Island                                          | 6%                  | 24%                 | 63%                 | 6%                  |

Áprilisi 10-én Rick Santorum bejelentette visszalépését (hivatalosan: kampánya felfüggesztését). Ezzel már eldőlni látszott, hogy 2012-ben Obama elnök republikánus kihívója Mitt Romney lesz. Santorum nem biztosította támogatásáról Romney-t, aki viszont hatékony és méltó ellenfélnek nevezte Santorumot.

## Május
| Májusi eredmények                                     | Májusi eredmények                                     | Májusi eredmények | Májusi eredmények | Májusi eredmények | Májusi eredmények |
| ----------------------------------------------------- | ----------------------------------------------------- | ----------------- | ----------------- | ----------------- | ----------------- |
| Jelöltek:                                             | Jelöltek:                                             | Newt Gingrich     | Ron Paul          | Mitt Romney       | Rick Santorum     |
| Elnyert delegátusok                                   | Elnyert delegátusok                                   | 0                 | 31                | 392               | 2                 |
| Szavazatok                                            | Szavazatok                                            | 233.836 (6%)      | 586.661 (15%)     | 2.590.706 (68%)   | 404.408 (11%)     |
| Megnyert államok                                      | Megnyert államok                                      | 0                 | 0                 | 8                 | 0                 |
| Megnyert körzetek (Csak neki tulajdonított delegátus) | Megnyert körzetek (Csak neki tulajdonított delegátus) | 12                | 29                | 316               | 23                |
| Máj. 8.                                               | Indiana                                               | 6%                | 15%               | 65%               | 13%               |
| Máj. 8.                                               | Észak-Karolina                                        | 8%                | 11%               | 66%               | 10%               |
| Máj. 8.                                               | Nyugat-Virginia                                       | 6%                | 11%               | 70%               | 12%               |
| Máj. 15.                                              | Nebraska                                              | 5%                | 10%               | 71%               | 14%               |
| Máj. 15.                                              | Oregon                                                | 5%                | 13%               | 71%               | 9%                |
| Máj. 22.                                              | Arkansas                                              | 5%                | 13%               | 68%               | 13%               |
| Máj. 22.                                              | Kentucky                                              | 6%                | 12%               | 69%               | 9%                |
| Máj. 29.                                              | Texas                                                 | 5%                | 12%               | 69%               | 8%                |

Miután anyagi forrásai megcsappantak, emiatt kampánystábját is lecsökkentette, valamint egyre inkább súlyos népszerűségvesztést szenvedett el, május 2-án Newt Gingrich Alexandriában bejelentette, hogy visszalép a további küzdelemtől és Mitt Romneyt támogatja. Összesen két államban tudott győzni.

## A tampai konvenció

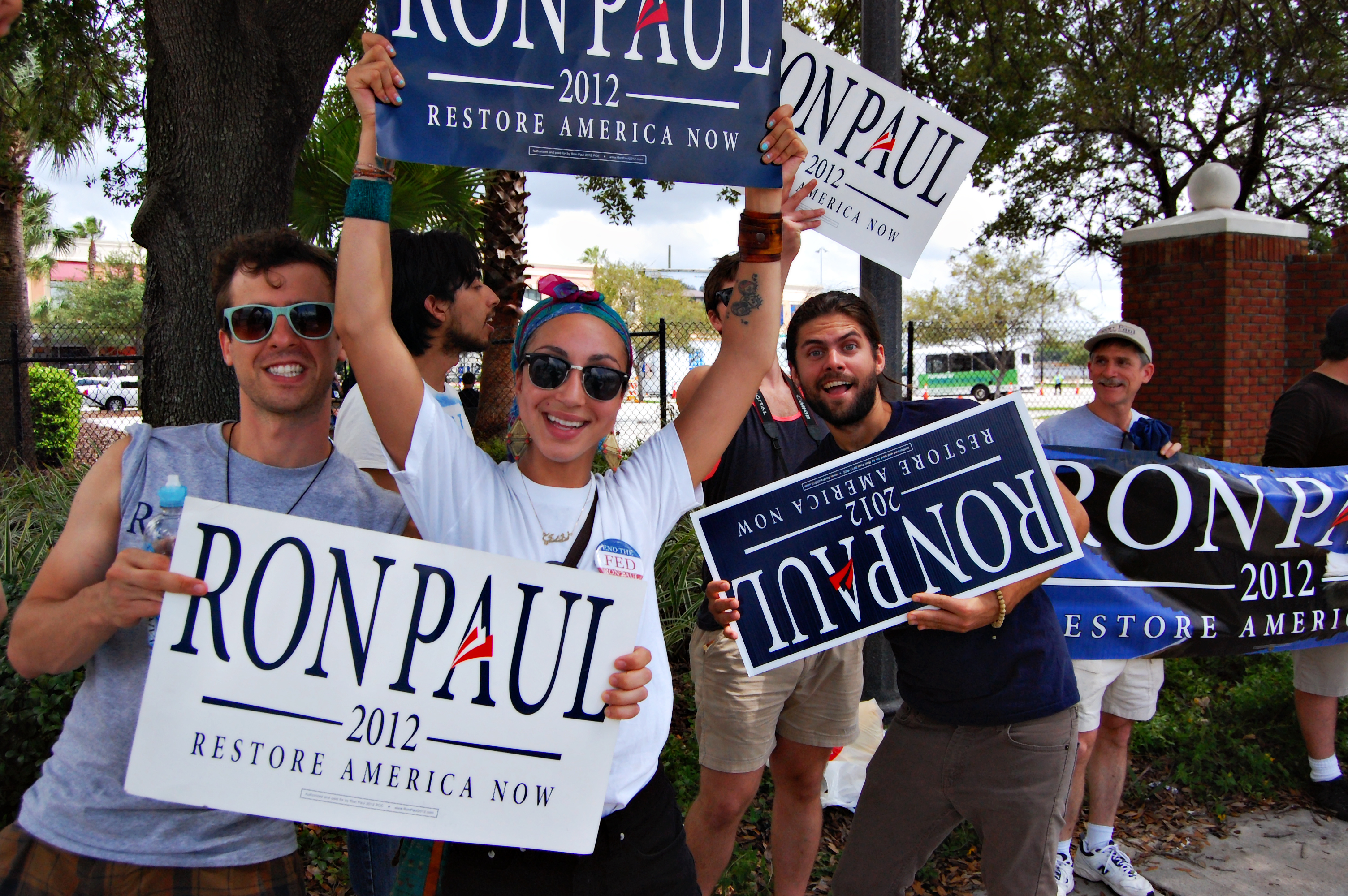
Ron Paul hívei a konvenció helyszíne előtt tüntettek

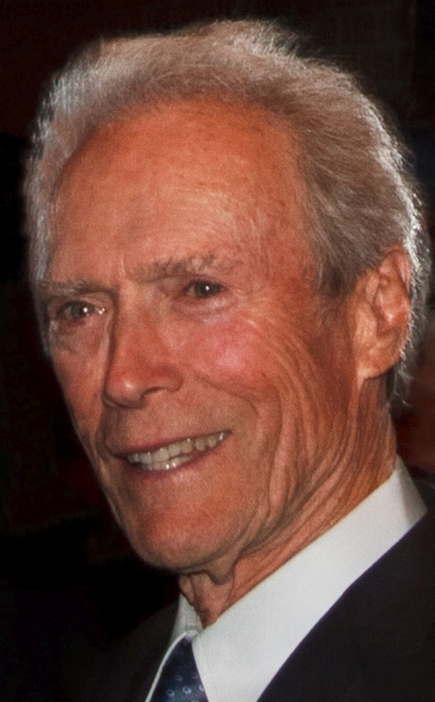
Clint Eastwood is megjelent a konvención, és látszólag egy üres székkel beszélgetett

A végleges elnökjelölt személye formálisan a 2012. augusztus 27–30. között, a floridai Tampában, az Izsák (Isaac) hurrikán támadása alatt megrendezett elnökjelölő konvención (országos jelölőgyűlésen) dőlt el.
Az küldöttek a következő megoszlásban szavaztak: 
| 2012-es republikánus Nemzeti Konvenció elnökjelölti szavazása | 2012-es republikánus Nemzeti Konvenció elnökjelölti szavazása | 2012-es republikánus Nemzeti Konvenció elnökjelölti szavazása |
| Jelölt                                                        | Szavazat                                                      | Százalék                                                      |
| ------------------------------------------------------------- | ------------------------------------------------------------- | ------------------------------------------------------------- |
| Mitt Romney                                                   | 2.061                                                         | 90,16%                                                        |
| Ron Paul                                                      | 190                                                           | 8,31%                                                         |
| Rick Santorum                                                 | 9                                                             | 0,39%                                                         |
| Michele Bachmann                                              | 1                                                             | 0,04%                                                         |
| Jon Huntsman                                                  | 1                                                             | 0,04%                                                         |
| Buddy Roemer                                                  | 1                                                             | 0,04%                                                         |
| Tartózkodott                                                  | 13                                                            | 0,57%                                                         |
| Ismeretlen                                                    | 8                                                             | 0,35%                                                         |
| El nem kötelezett                                             | 1                                                             | 0,04%                                                         |
| Függőben van                                                  | 1                                                             | 0,04%                                                         |
| Összesen                                                      | 2.286                                                         | 100,00%                                                       |

Romney végül több szavazatot kapott, mint ahány delegátust hivatalosan szerzett az előválasztásokon. Paul Ryan alelnökjelöltségét közfelkiáltással fogadták el.

## Választási térképek

### Nyertesek államonként

A nyertesek állam szerint

| Gingrich | Romney | Santorum | Paul |

### Nyertesek megyénként

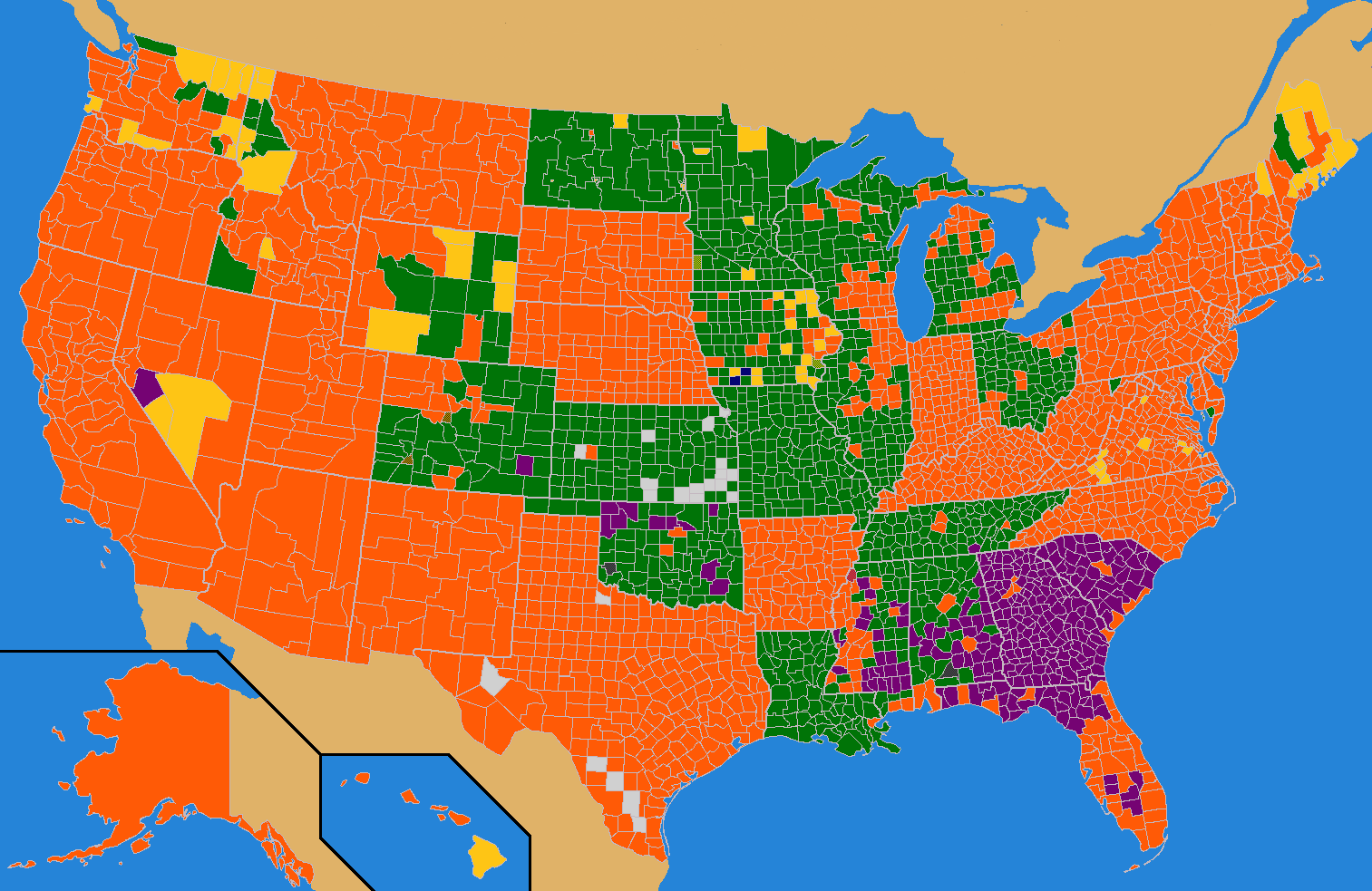
Az egyes megyék nyertesei

| Gingrich | Romney | Santorum | Paul | Nem volt előválasztás |

### Megyei szavazati arányok

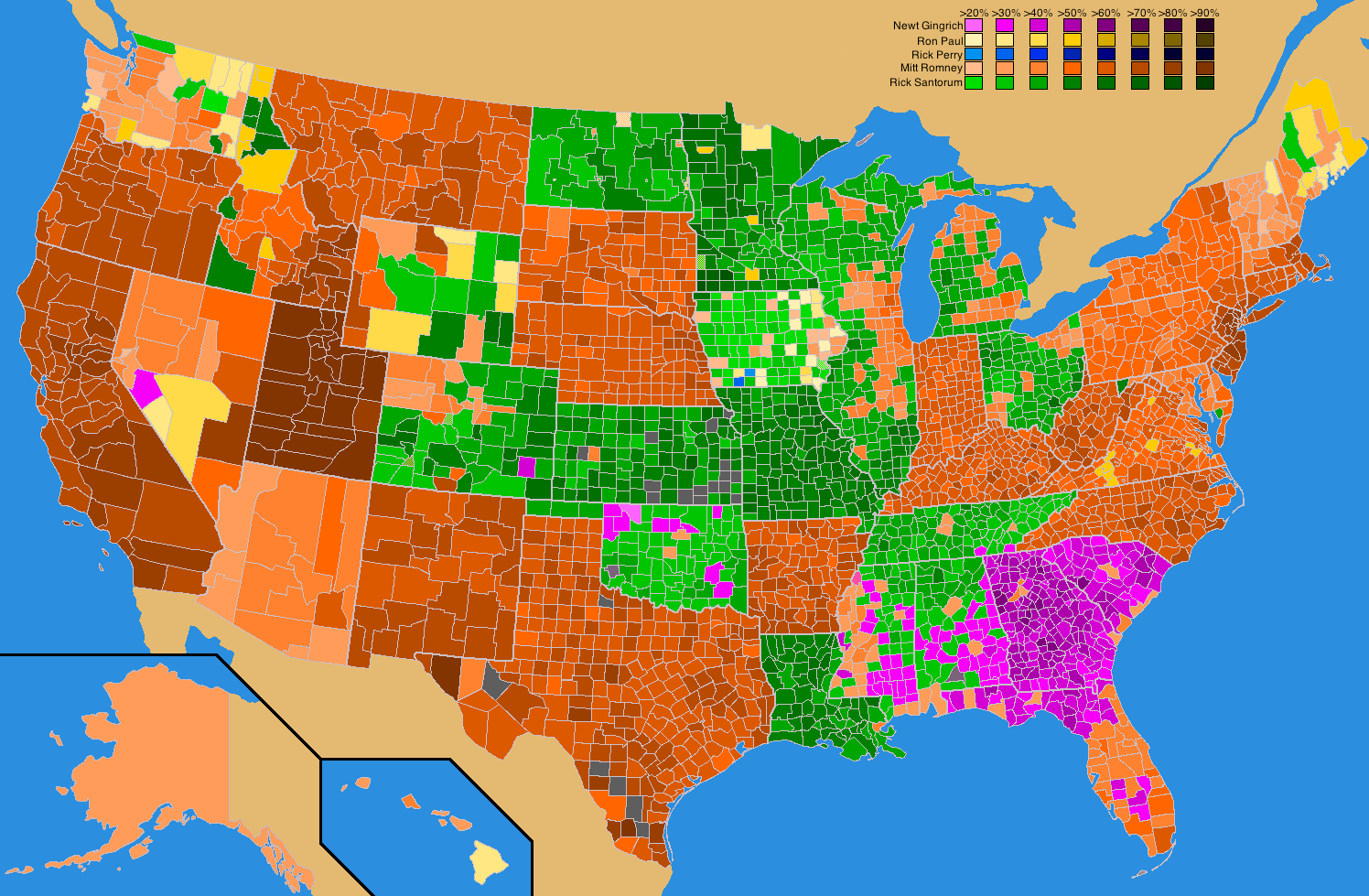
A megyei nyertesekre leadott szavazatok aránya

| Gingrich | Romney | Santorum | Paul | Nem volt előválasztás |

## Külső hivatkozások
- Infografika a republikánus jelöltek népszerűségéről (2011 június–november) – National Post, 2011. november 19. (angolul)